# Flexibiliteit
Flexibiliteit of buigbaarheid is een eigenschap van materie of van een voorwerp waarmee de mogelijkheid tot vervorming wordt aangegeven. Een flexibel voorwerp laat gemakkelijker vervorming toe dan een minder flexibel. Stijfheid is het tegenovergestelde van flexibiliteit.

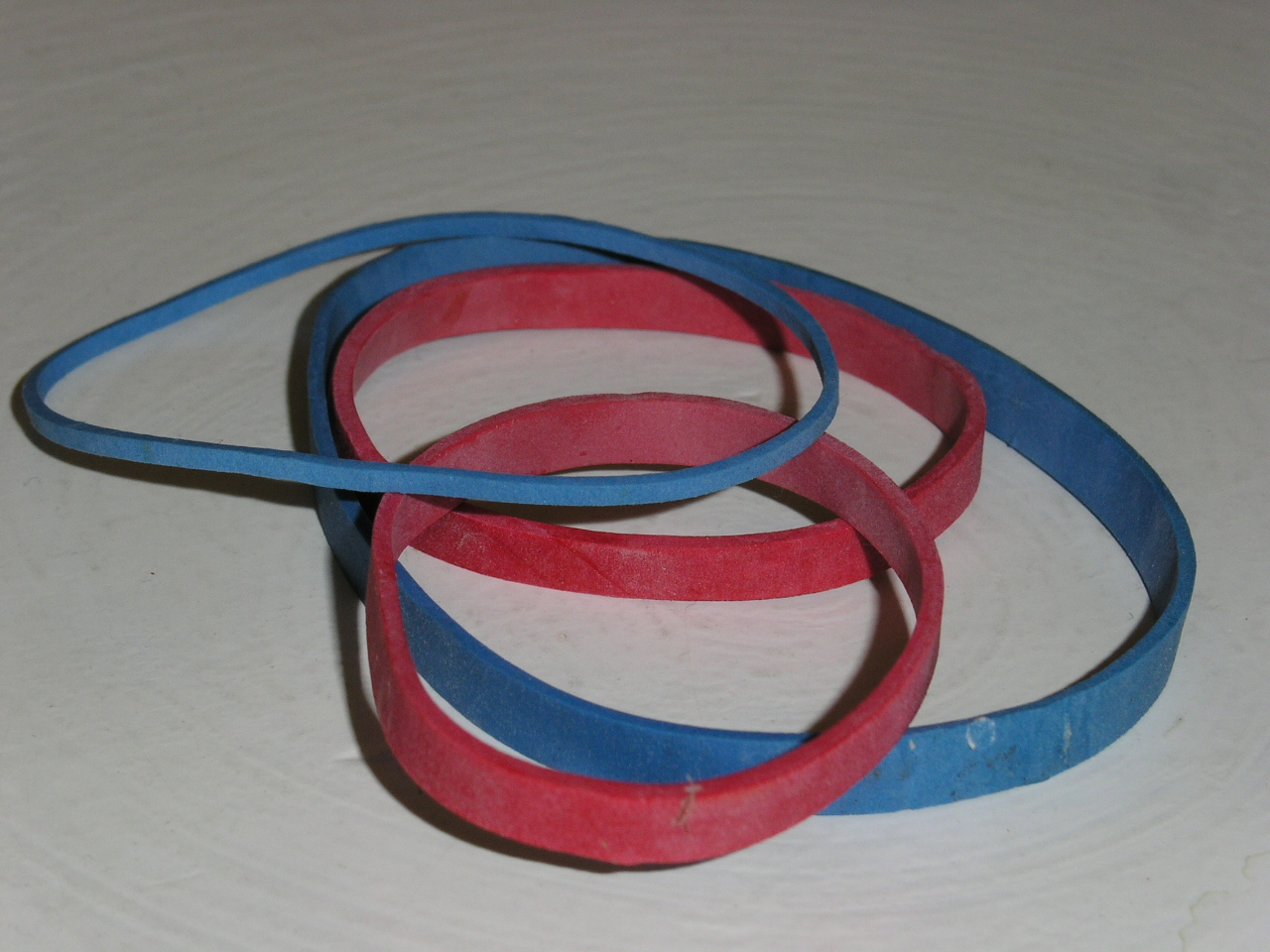
Elastiekjes zijn flexibel

Diverse stoffen zijn flexibel. De mate ervan hangt samen met de temperatuur. Flexibele materialen kunnen gemaakt zijn van natuurrubber, van kunststof of een mengsel hiervan. Dergelijke materialen worden voor een veelheid van toepassingen gebruikt, waaronder:
- afdichtingen in de vorm van ringen en bandmateriaal
- binnen- en buitenbanden voor allerlei voertuigen
- sportartikelen: ballen, matten, shuttles, enz.
- allerlei soorten schoeisel
- slangen voor allerlei vakgebieden van tuinslang tot slangen in de chemische industrie

Flexibiliteit kan echter ook in overdrachtelijke zin gebruikt worden als karaktereigenschap van een mens, een organisatiestructuur of gebouw. In dat geval wordt bedoeld dat een flexibel mens of flexibele structuur zich makkelijk kan aanpassen als de situatie daar om vraagt.